# Sergio Aragoneses Almeida
Sergio Aragoneses Almeida, (O Porriño, 1 de febrer de 1977) és un exfutbolista gallec que jugava com a porter.

## Trajectòria
Format a les categories inferiors del Celta de Vigo, va provar sort en altres equips de la província com l'Sporting Guardés o el Pontevedra CF. A la temporada 2000-01 va ser fitxat pel CD Tenerife de la segona divisió, amb el qual va assolir l'ascens a primera la mateixa temporada. Debutà a la màxima divisió a un CD Tenerife 0 - Alavés 2. Després de tres temporades a l'equip canari, va jugar amb el Getafe CF i l'Atlètic de Madrid, per acabar signant amb l'Elx CF.
Poc després d'arribar a l'Elx, a l'agost de 2005, li van diagnosticar un càncer testicular, malaltia que no li va impedir finalitzar la temporada amb el conjunt il·licità.
La temporada següent fitxà per l'Hèrcules CF, patint un altre cop la malaltia i sent tractat amb quimioteràpia. Al recuperar-se va tornar a defensar la porteria de l'equip alacantí, assolint la titularitat.
A la temporada següent, la 2007-08, no va jugar cap partit amb l'Hèrcules, esdevenint suplent d'Unai Alba. El tècnic de l'equip, Andoni Goikoetxea, el va apartar de la plantilla després d'unes declaracions que es van interpretar com un acte d'indisciplina. El 31 de gener de 2008, rescindeix el contracte amb el conjunt alacantí.
Aviat va signar pel CD Numancia per a la segona meitat de la temporada, perquè el conjunt sorià va perdre per lesió al seu porter, Jacobo Sanz. Al Numancia no va aconseguir jugar cap partit, però va gaudir de l'ascens a la màxima divisió.
El juliol de 2008, cinc anys després, va tornar al CD Tenerife, on juga actualment. És el tercer capità de l'equip canari, després de Marc Bertrán i Manolo Martínez.